# Quinault-Pass
Der Quinault-Pass ist ein verschneiter Gebirgspass im Zentrum der Alexander-I.-Insel westlich der Antarktischen Halbinsel. Er verläuft in nord-südlicher Richtung zwischen den Lully Foothills und der LeMay Range.
Der britische Geograph Derek Searle vom Falkland Islands Dependencies Survey kartierte ihn 1960 anhand von Luftaufnahmen der US-amerikanischen Ronne Antarctic Research Expedition (1947–1948). Das UK Antarctic Place-Names Committee benannte ihn 1977 in Anlehnung an die Benennung der Lully Foothills nach dem französischen Librettisten Philippe Quinault (1635–1688), der mit dem Komponisten Jean-Baptiste Lully an drei Opern mitgewirkt hatte.